# Bedy Moratti
Maria Rosa Moratti, plus connue sous son nom de scène, Bedy Moratti, née à Milan le 12 janvier 1942, est une actrice italienne de cinéma et de théâtre.

## Biographie
Maria-Rosa naît en troisième des six enfants d’Angelo Moratti (en) et d’Erminia Cremonesi. Elle est ainsi la sœur de Massimo et de Gian Marco Moratti (it).  
Elle s'est surtout produite au théâtre, mais a pris part à quelques films, avec des réalisateurs renommés, tant au cinéma qu'à la télévision. Elle s'est aussi essayée à la chanson.
Elle est liée à l'image de l'équipe de foot de l’Inter de Milan, propriété de son père Angelo (1955-1968), puis de son frère Massimo (1995-2004 ; 2006-2013), et est présidente honoraire des clubs de l'Inter.

## Vie familiale
Dans le monde du cinéma, elle est connue pour avoir eu une relation avec Klaus Kinski. Elle a épousé Gian Germano Giuliani, propriétaire de la firme Amaro Medicinale Giuliani. Ils ont eu une fille, Maria Sole, mais ils ont divorcé. Elle a un petit-fils, Giovanni d'Aloja.

## Filmographie

### Cinéma
- 1969 : Revenge (it), de Pino Tosini : Pearl
- 1969 : Una storia d'amore (it), de Michele Lupo : amante de Franz
- 1971 : L'Homme qui venait de la haine (El hombre que vino del odio) de Leon Klimovsky : Nadia
- 1972 : La Proie des nonnes (L'arma, l'ora, il movente), de Francesco Mazzei : Orchidea Durantini
- 1974 : Pianeta Venere, d’Elda Tattoli : Amelia
- 1974 : Identikit, de Giuseppe Patroni Griffi : patronne du magasin de mode
- 1974 : Diario segreto da un carcere femminile, de Rino Di Silvestro : pyromane
- 1975 : ...a tutte le auto della polizia..., de Mario Caiano : Emilia Icardi
- 1993 : Le donne non vogliono più (it), de Pino Quartullo : Docteur Pieraccini (non créditée)[6]
- 1993 : Journal d'un vice (Diario di un vizio), de Marco Ferreri : femme dans la file (sous son vrai prénom, Maria Rosa Moratti)
- 1993 : Mario, Maria et Mario, d’Ettore Scola
- 1997 : Il decisionista (it), de Mauro Capelloni : mère de Rossi Distante
- 2001 : Tra due donne (it), d’Alberto Ferrari (it)
- 2003 : Il ronzio delle mosche (it), de Dario D'Ambrosi : la femme de Franco[6]
- 2004 : Sotto il sole nero (it), d’Enrico Verra
- 2007 : Appuntamento a ora insolita (it), de Stefano Coletta
- 2013 : L'intrepido, de Gianni Amelio : professeur au concours

### Télévision
- 1972 : Il suo nome per favore, émission télévisée de Raf Vallone[7]
- 1973 : La Cité du soleil (it) (La città del sole), de Gianni Amelio : la femme
- 1973 : Memoriale delle rovine, téléfilm d’Andrea Frezza[8]
- 1974 : La figlia di Iorio, téléfilm d’Ernesto Calindri : Anna Di Bova
- 1977 : Don Giovanni in Sicilia (it), mini-série télévisée de Guglielmo Morandi, épisode 3 : dame Marinelli
- 1995 : Occhio di Falco (it), série télévisée de Vittorio De Sisti
- 1996 : Les Nouveaux Exploits d'Arsène Lupin, série télévisée, épisode Les Souterrains étrusques de Vittorio De Sisti[6]
- 1998 : Una donna per amico, série télévisée
- 1998 : Lui e Lei, de Luciano Manuzzi
- Un posto al sole, soap opera
- 2004 : Camera Café, série télévisée italienne, épisode La moneta
- 2006 : Radio Sex, série télévisée : la veuve
- 2008 - 2009 : Quelli che... il calcio talk show

## Théâtre
- La dodicesima notte, de William Shakespeare, mise en scène de Fantasio Piccoli
- I fidanzati impossibili, de George Bernard Shaw, mise en scène d’Ernesto Calindri
- Grand Gruignol, mise en scène de Marcello Aste
- Antonio Von Elba, mise en scène de Luciano Mandolfo
- Un patriota per me (en), de John Osborne, mise en scène de Giancarlo Cobelli[9]
- Il piccolo teatro del mondo, de Hugo von Hofmannsthal, mise en scène de Giancarlo Cobelli
- Dialogo nella palude, de Marguerite Yourcenar, mise en scène de Giancarlo Cobelli
- Viaggio all’inizio del ritorno, extrait de Hugo von Hofmannsthal, mise en scène de Giancarlo Cobelli
- L'assassinio di Sister George (en), de Frank Marcus (en), mise en scène de Patrick Rossi Castaldi
- Preoccupazione per Lalla, d’Antonio Brancati, mise en scène de Marco Maltauro
- Caligola, d’Albert Camus, mise en scène de Marco Lucchesi
- Commedia femminile, de Dacia Maraini, mise en scène de Marco Maltauro
- L'angelo della signora, de M. Chiese et M. Maltauro, mise en scène de Marco Maltauro
- Angels in America, de Tony Kushner, mise en scène de Walter Mramor
- Liliom, de Ferenc Molnar, mise en scène de Gigi Dall'Aglio
- Sangue, de F. Noren, mise en scène de Franco Però
- Elettra, d’Euripide, mise en scène de Livio Galassi
- Danno e desiderio, de K.M. Ryan, mise en scène de Massimo Belli
- Il sogno del fuoco, extrait de G. D’Annunzio, mise en scène de Laura Granatella
- Niente Lacrime, de W. Fontana, mise en scène de Marco Rampoldi
- Maria di Magdala la penitente, mise en scène de Laura Granatella
- La santa di Little Italy, de E. Groppali, mise en scène de Massimo Belli
- Brooklyn Cafè, de Gerardo Placido, mise en scène de Gerardo Placido
- La memoria di Hannah, d’Yves Lecomte
- Donne di vetro, mise en scène de Massimo Belli